# 福津京子
福津 京子（ふくつ きょうこ、1964年6月21日 - ）は、ラジオパーソナリティ、インタビュアー。
北海道出身で、長年コミュニティFMにてラジオパーソナリティを務め、その後インタビュアーとして活躍。本名は同じ。
札幌人図鑑主宰

、
オフィス・福津代表。

## 略歴
- 1964年 札幌市東区で寿司屋を営む家庭に生まれる。
- 1983年 札幌大谷高等学校卒業後アパレル会社に勤務。21歳で結婚し専業主婦となる。
- 1997年 FMアップルパーソナリティー。以前に結婚式の司会業の経験があり、息子が通う幼稚園のPTA行事で司会をした際に主婦仲間から褒められ、また主婦仲間からFMアップルの求人を勧められたことをきっかけにパーソナリティとなった。
- 2002年 NPO法人シビックメディア理事
- 2009年 FMアップル放送局長就任
- 2012年3月 FMアップルを退職
- 2012年5月 「札幌人図鑑」を立ち上げ
- 2015年3月27日「札幌人図鑑」目標の1000人達成
- 2015年11月ジェイコム札幌にてテレビ版「札幌人図鑑.TV」放送開始[4]
- 2017年3月4日 著書「札幌人図鑑」出版
- 2025年4月 安平町地域おこし協力隊に就任[5]

## 公職など
- 2013年 HTB番組審議委員（～2016年）
- 2014年 札幌商工会議所「札幌なでしこ表彰」選考委員[6]
- 2014年 北海道の人口減少問題に関する有識者会議　委員[7]
- 2015年 札幌青年会議所スマイル・アワード　選考委員
- 札幌新陽高等学校理事
- 2017年 市立高校コンシェルジュ（札幌市教育委員会委託）
- 2022年 STVラジオ　番組審議会委員長

## CD
- 2007年（平成19年）平岸追分

## 著書
- 2017年（平成29年） 「札幌人図鑑」[8]（北海道新聞社）書籍情報:ISBN 4-89453-857-1